# تاکانوری نونوبه
تاکانوری نونوبه (ژاپنی: 布部 陽功؛ زادهٔ ۲۳ سپتامبر ۱۹۷۳) یک بازیکن فوتبال اهل ژاپن است.
از باشگاه‌هایی که در آن بازی کرده‌است می‌توان به باشگاه فوتبال توکیو وردی، باشگاه فوتبال جوبیلو ایواتا، باشگاه فوتبال ویسل کوبه، باشگاه فوتبال سرزو اوساکا و باشگاه فوتبال آویسپا فوکوئوکا اشاره کرد.
تاکانوری نونوبه در تیم‌هایی همچون باشگاه فوتبال کیوتو سانگا مربی‌گری کرده‌است.